# Porté-Puymorens
Porté-Puymorens (en catalán Portè o Portè i Pimorent) es una localidad y comuna francesa situada en el departamento de los Pirineos Orientales, en la región Occitania y en la comarca tradicional de la Alta Cerdaña. Contaba con 124 habitantes en 2007.
Sus habitantes reciben el gentilicio de Portéens en francés y el de Portenencs en catalán.

## Geografía
Porté-Puymorens se sitúa en los Pirineos, a orillas del río Querol y cerca de Andorra. Por ella pasa la RN20, y se comunica con el departamento de Ariège por el Túnel de Puymorens y por el puerto de Puymorens.
Posee también una de las estaciones de esquí alpino con más nieve de los Pirineos (50 km de pistas y 10 remontes mecánicos) además de un terreno de esquí de fondo de unos 40 km situado en un bosque de pinos.
La comuna de Porté-Puymorens limita con Porta, Enveitg, Dorres, Angoustrine-Villeneuve-des-Escaldes, L'Hospitalet-près-l'Andorre, Mérens-les-Vals y con la parroquia de Canillo (Andorra).

## Historia
Nació de una escisión de las comunas de Torre de Querol y de Porta. Hoy constituye una comuna de pleno derecho.

## Demografía
| 31 | 108 | 113 | 119 | 121 | 147 |
| Para los censos de 1962 a 1999 la población legal corresponde a la población sin duplicidades (Fuente: INSEE [Consultar]) |     |     |     |     |     |

## Economía
La oficina de correos abre cuatro veces por semana. El pueblo acoge a los empleados de la empresa Autoroutes du Sud de la France encargados del funcionamiento del túnel del Puymorens,que fue construido por la iniciativa del diputado de Ariège Augustin Bonrepaux, para evitar el complicado tránsito por carretera durante el invierno y para permitir mejores intercambios con la vecina España.

## Lugares y monumentos
- El pueblo está dominado por la torre de Cerdane, construida en el siglo XI para defender la entrada del valle; la compró en 1308 Jaime II de Mallorca, que completó la fortificación.
- Iglesia parroquial Notre-Dame
- Oratorio Notre-Dame-de-Lourdes
- Se puede observar en el valle numerosos muflones, así como rebecos del Pirineo y marmotas. El oso hace por allí pasos esporádicos, así como los linces y los lobos.
- Se prevé que la estación de esquí de Porté-Puymorens se asocie en el futuro con la estación del Pas de la Casa (Andorra) para formar uno de los mayores dominios de los Pirineos.